# Pseudaletia cunyada
Pseudaletia cunyada là một loài bướm đêm trong họ Noctuidae.